# Lonely (песня 2NE1)
«Lonely» — второй сингл корейской поп-группы 2NE1 с их второго одноимённого мини-альбома 2011 года. Сингл вышел в Корее 11 мая 2011 года; 14 сентября вышла японская версия песни, которая вошла в их первый японский мини-альбом Nolza.

## Информация о песне
Автором и продюсером песни стал корейский музыкант Тедди Пак, создавший большинство треков для 2NE1. По словам главы YG Entertainment, Ян Хён Сока, «эта новая песня 2NE1 отвечает потребностям людей, любящих аналоговый звук, в отличие от большинства треков, где используется много электронного звучания и хайса, и, возможно, именно поэтому will.i.am заинтересовался ей». Для продвижения песни до её выхода были изданы специальные тизеры.
Видеоклип «Lonely» появился 11 мая 2011 года. Клип был снят 27 апреля; режиссёром стал Хан Самин, который прежде работал с Big Bang и создал для них видеоклип к песне «Love Song». В клипе участницы группы играют четырёх трагичных героинь, страдающих от разлуки с любимыми; ближе к концу все четыре истории объединяются в одну.

## Чарты
На следующий день после релиза «Lonely» возглавила все основные хит-парады, составляемые различными изданиями и интернет-порталами — Daum, Mnet, Naver, Dosirak, Melon, Monkey 3, Bugs, Cyworld и Soribada, совершив так называемый all-kill. К концу 2011 года трек «Lonely» скачали 2 935 930 раз, песня заняла итоговое 14 место в годовом чарте Gaon.